# Грифола
Грифола (Grifola) — рід базидіомікотових грибів родини мерипілові (Meripilaceae). Серед представників роду є ряд їстівних грибів. Зокрема грифола кучерявенька (Grifola frondosa) відома в Англії під назвою hen-of-the-woods, що означає «курка з лісу». В Японії цей гриб називають «маїтаке», під цією назвою страва з цих грибів, відома по всьому світі.

## Види
- G. acanthoides
- G. amazonica
- G. armeniaca
- G. colensoi
- G. frondosa — Грифола кучерявенька
- G. gargal
- G. platypora
- G. rosularis
- G. sordulenta